# John Carr (architetto)
John Carr (Horbury, 1723 – Askham Richard, 22 febbraio 1807) è stato un architetto britannico.
Nella sua prolifica attività di progettista di edifici, molti dei quali si ispiravano al palladianesimo, è principalmente conosciuto per aver concepito il Buxton Crescent, a Buxton, e la Harewood House, nei dintorni di Leeds. Ai suoi tempi era considerato l'architetto di punta nel nord dell'Inghilterra.

## Biografia
John Carr nacque a Horbury, nei pressi di Wakefield, Inghilterra, nel 1723, il maggiore dei nove figli di Robert Carr, un mastro muratore (o tagliapietre), che gli trasmise le basi della sua professione, e della moglie Rose Lascelles.
Iniziò la sua carriera indipendente nel 1748, continuandola fino a poco prima della sua morte. John Carr ricoprì l'incarico di sindaco di York (Lord Mayor of York) nel 1770 e nel 1785. Negli ultimi anni di vita Carr acquistò una proprietà ad Askham Richard, nei pressi di York, dove si ritirò. Il 22 febbraio 1807 morì ad Askham Hall. Fu sepolto a Horbury, Città di Wakefield, nella chiesa di San Pietro e San Leonardo (St Peter and St Leonard's Church) che aveva progettato e di cui aveva sostenuto i costi.

## Carriera
Carr preferì rimanere nello Yorkshire piuttosto che trasferirsi a Londra poiché ritenne vi fosse un vasto bacino potenziale di clientela e la ricchezza necessaria per sostenerlo, non disdegnando alcun lavoro anche tra i meno impegnativi. La sua opera più importante, solo parzialmente finita, fu l'Ospedale di Sant'Antonio (Hospital de Santo António) a Porto, in Portogallo. Per massimizzare i propri introiti ritenne necessario ridurre al minimo il personale. Il suo primo assistente fu William Lindley (architetto,  1739-1818), che dal 1774 avviò un'attività autonoma. Gli fecero seguito poi l'anziano Peter Atkinson (1735-1805) e, probabilmente, suo figlio Peter il giovane (1780-1843). Anche il nipote William Carr collaborò con lo zio negli ultimi anni. Questi assistenti architetti avevano dei "ragazzi di bottega" che a loro volta li aiutavano. Carr raramente delegava compiti da altri considerati troppo banali, di conseguenza era solito percorrere immense distanze principalmente a cavallo. Ad ogni modo, la frequenza di tali visite lo portò ad avere regolari contatti con i suoi numerosi clienti producendo vantaggi reciproci.

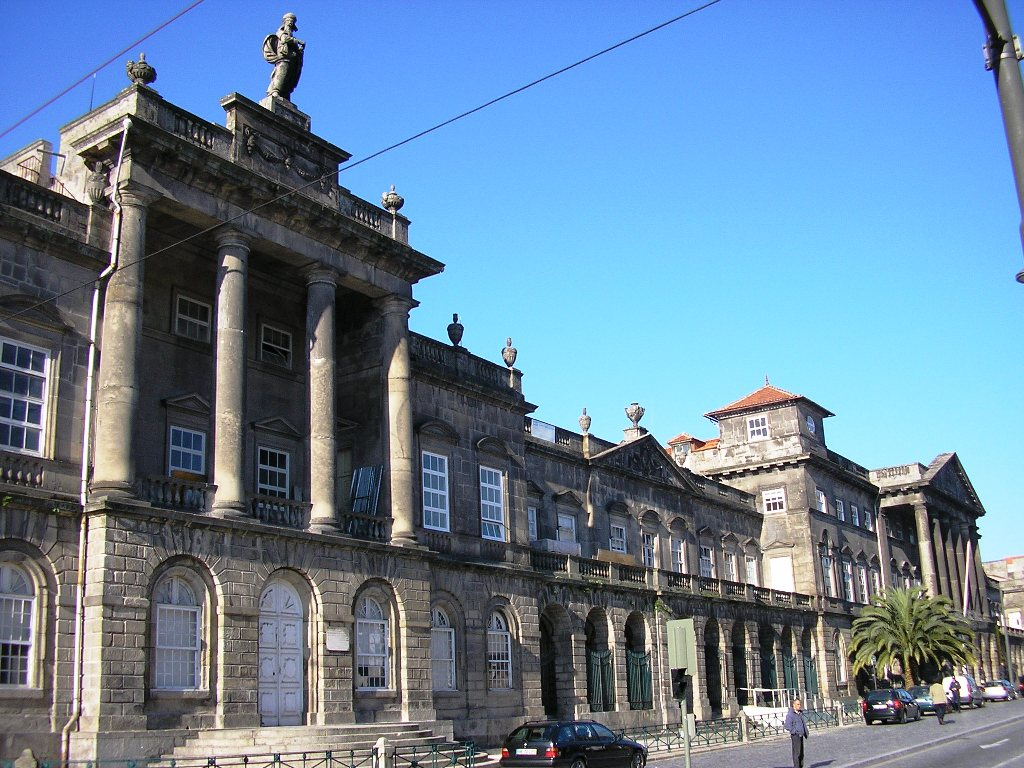
Hospital de Santo António, Porto.

L'opera preferita di Carr è stata the Crescent (la Mezzaluna) a Buxton, nel Derbyshire, uno dei primi esempi di architettura multifunzionale. Oltre a hotel e abitazioni private, conteneva sale riunioni, negozi, un ufficio postale e una passeggiata pubblica tutti sotto lo stesso tetto. Su scala ridotta, lo stesso vale per la sua Town Hall (palazzo municipale) di Newark.
Altri edifici pubblici includevano ospedali (ad esempio a Lincoln e York), tribune in ippodromi (come nello York Racecourse, Doncaster Racecourse e Nottingham), (tutte ormai demolite), e penitenziari a Wakefield e Northallerton. Nel settore dell'edilizia religiosa, egli affiancò il progetto di nuove chiese al restauro di altre già edificate: le prime, furono tutte finanziate privatamente mentre le seconde furono finanziate dalle parrocchie esistenti. La sua struttura di copertura a campata unica gli ha permesso di costruire le nuove chiese senza la tradizionale suddivisione in navata centrale e navate laterali.
Ha lavorato inoltre come bridgemaster sia per il North che per il West Ridings of Yorkshire, lasciando un'eredità di innumerevoli ponti, la maggior parte dei quali esiste ancora oggi. Gli oltre sessanta ponti costruiti o modificati da Carr costituisco ancora la struttura portante della rete di trasporto stradale del North Yorkshire. Carr ricoprì l'incarico di Lord Mayor of York (sindaco di York) nel 1770 e nel 1785.
I suoi incarichi per abitazioni rurali includevano villaggi e fattorie modello, scuderie, svariate casette del custode e portali, tempietti da giardino e altri edifici ornamentali. Tra questi spiccano i suoi lavori per le tenute di Harewood e Wentworth Woodhouse.
Egli prestò particolare attenzione alla pianificazione e alla costruzione per massimizzare il rapporto costo-benefici sia per il committente immediato sia per la futura manutenzione a lungo termine degli edifici. Utilizzò materiali e tecniche costruttive tradizionali nei casi in cui questi si erano dimostrati validi, adottando nuovi metodi e materiali qualora questi si fossero dimostrati vantaggiosi. La sua formazione come tagliapietre lo ha portato naturalmente a costruire utilizzando quel materiale. In particolare gli piaceva usare pietre "grandi" come a Tabley House. Amava le stanze ben proporzionate che fossero spazi abitativi soddisfacenti con o senza arricchimento decorativo. A suo avviso, quest'ultimo avrebbe potuto essere fornito in un secondo momento se il denaro lo avesse consentito. Di conseguenza, la maggior parte dei suoi edifici è stata completata e, grazie alla solidità della costruzione, è arrivata ai giorni nostri.
Tra gli edifici attualmente accessibili al pubblico, anche parzialmente, vi sono il Buxton Crescent, la Newark Town Hall, pressoché tutti i suoi ponti, Harewood House, Tabley House, Clifton House (un museo a Rotherham), Lytham Hall e Fairfax House, al 27 di Castlegate a York, attuale sede dello York Civic Trust.

## Influenze
Durante la sua lunga carriera vi sono stati diversi importanti cambiamenti nello stile architettonico. I suoi primi lavori sono un misto di palladianesimo e rococò. Ha quindi cercato di avvicinarsi al più puro stile della Roma antica, con occasionali influenze francesi, prima di adattare lo stile più alla moda del tempo associato a Robert Adam. Alla fine della sua vita tornò al più audace stile palladiano della sua giovinezza, ma con dettagli che precedevano quelli in voga nel XIX secolo.
Il lavoro di Carr è stato influenzato dai libri di Sebastiano Serlio e Andrea Palladio. Ha sottoscritto numerosi libri di architettura, compresi quelli del suo amico George Richardson, e anche pubblicazioni contemporanee di Robert Morris e William Chambers.

## Opere

### Edifici pubblici

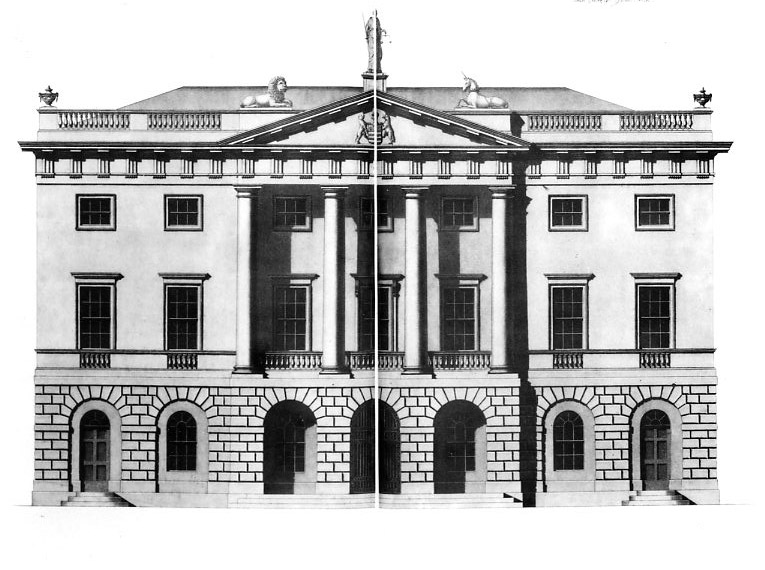
Newark Town Hall

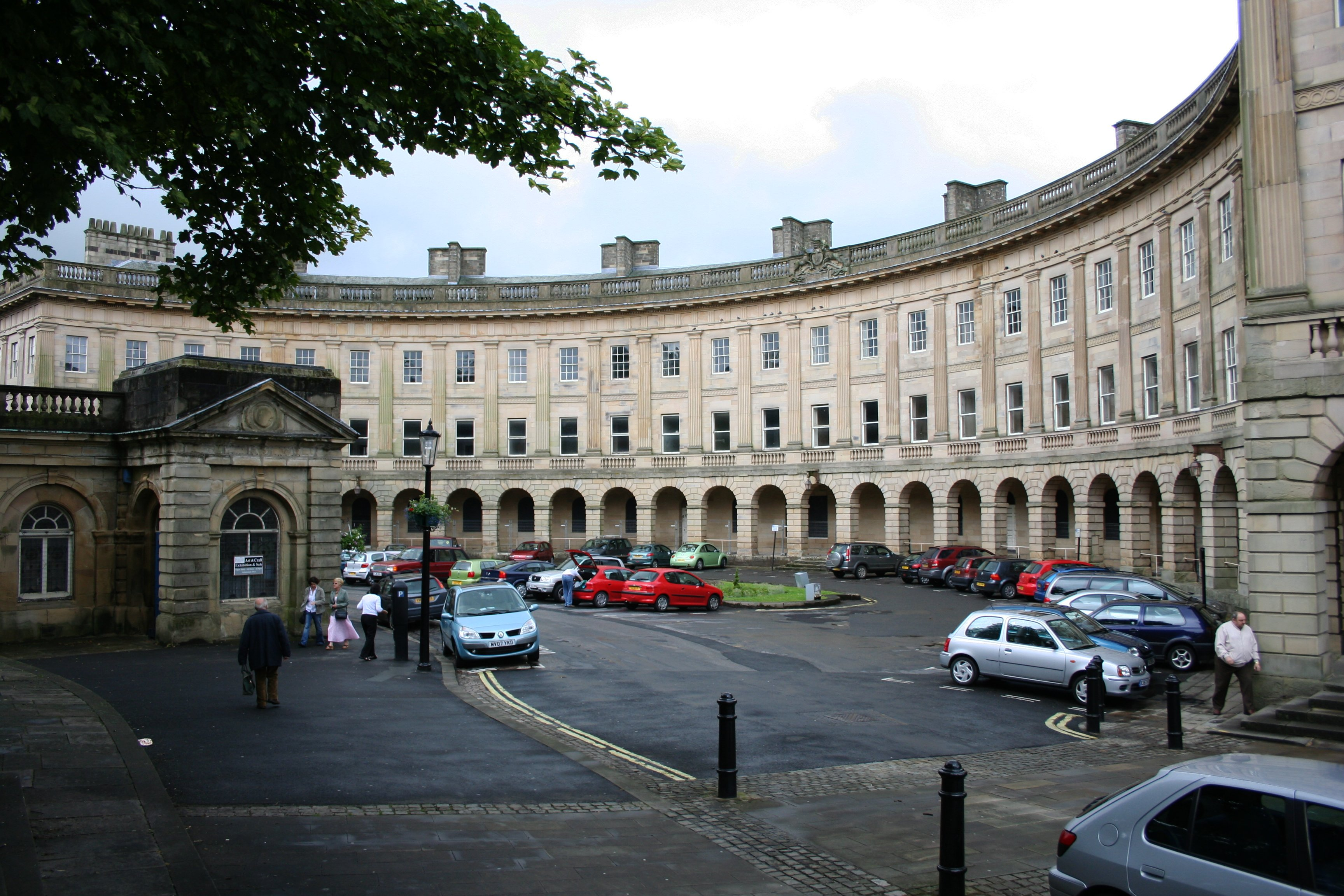
Buxton Crescent.

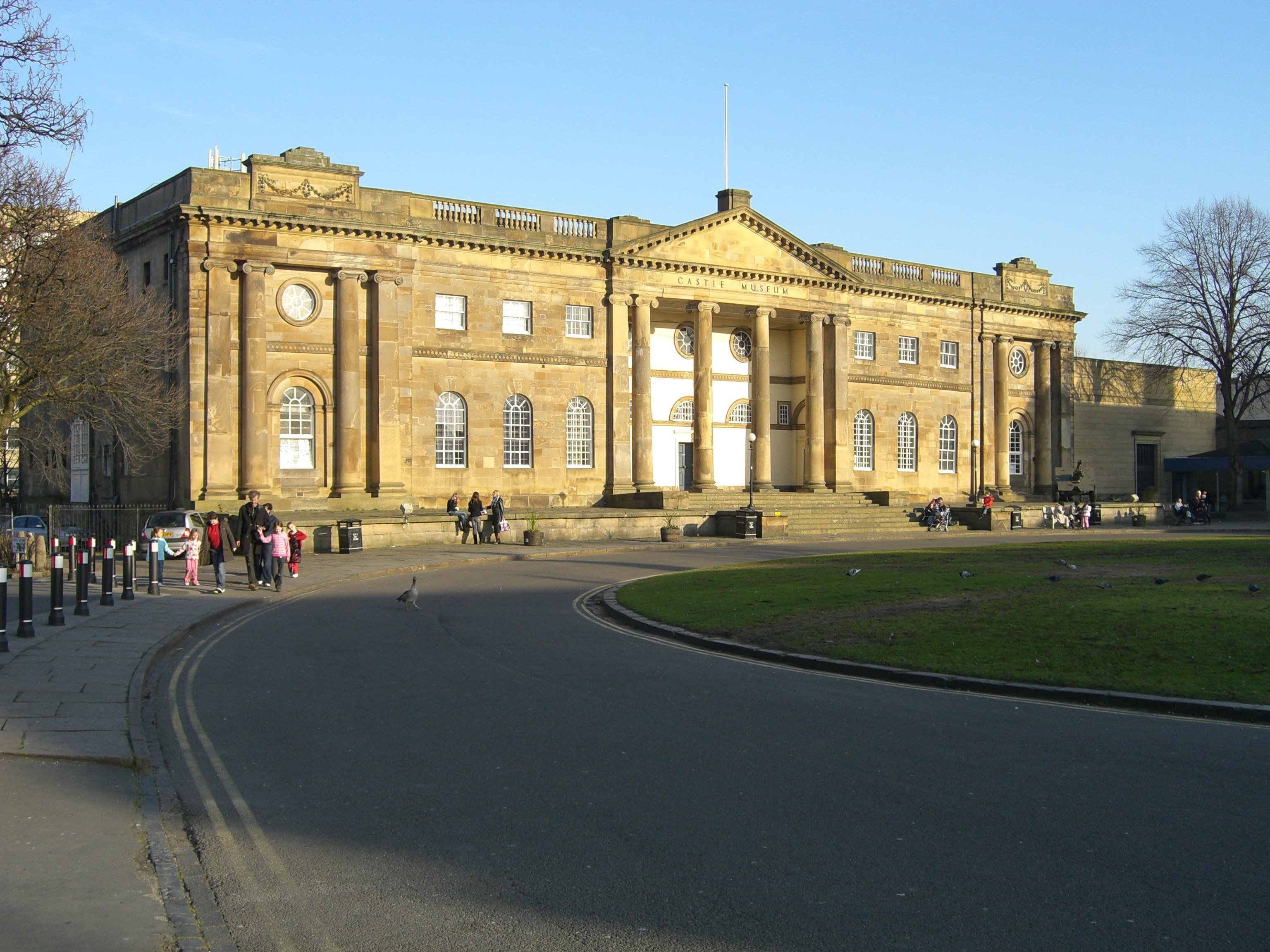
York Assize Courts

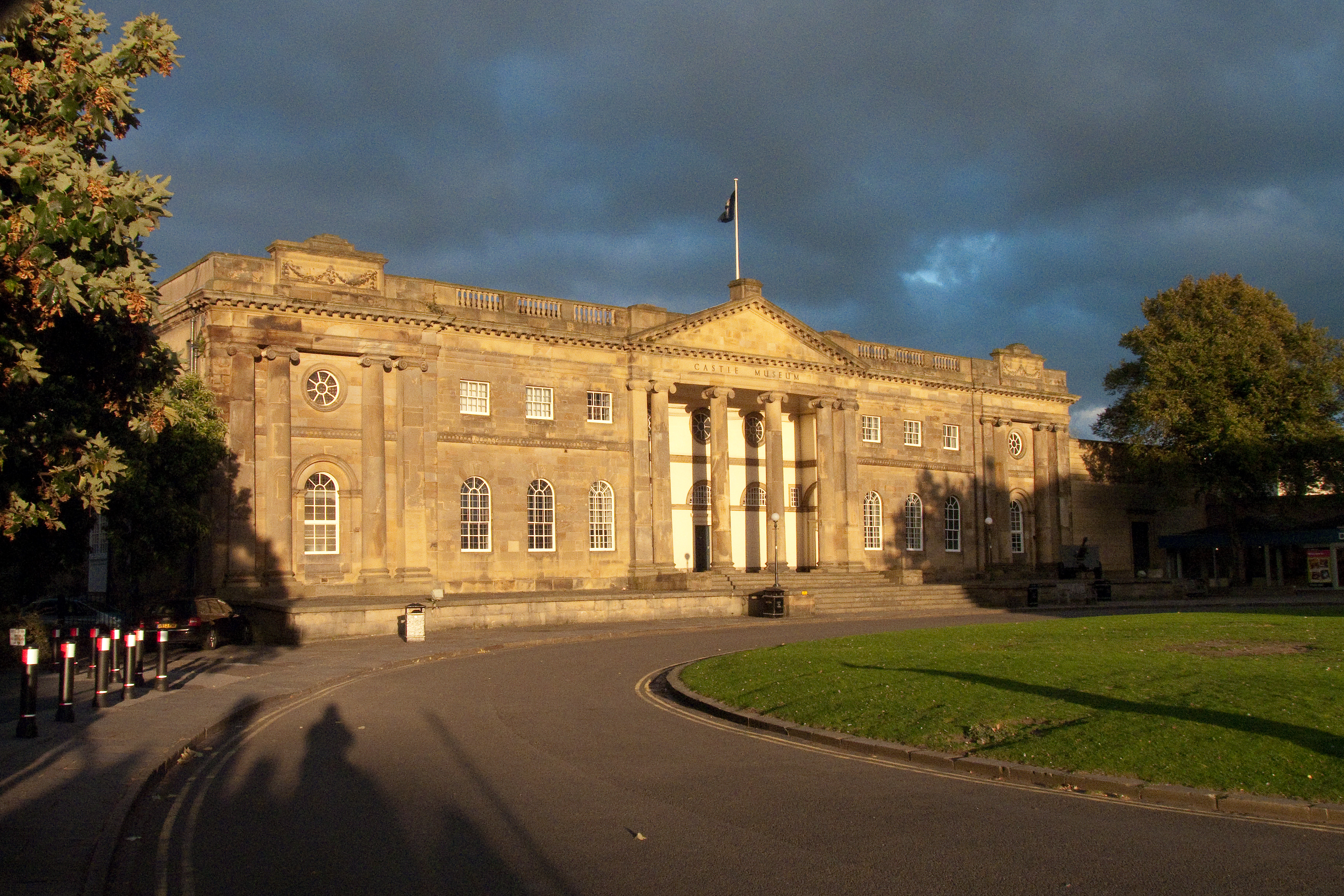
Female Prison York

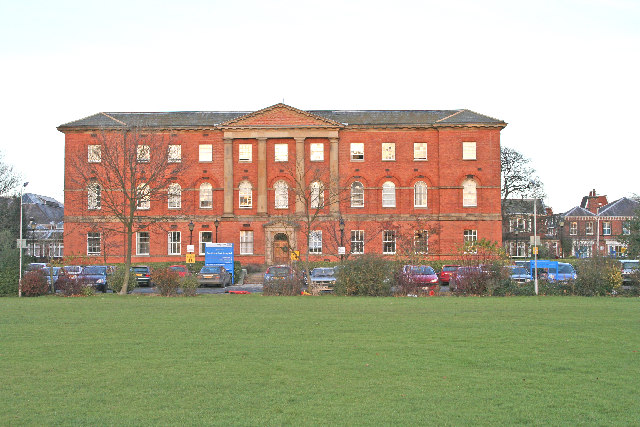
Bootham Park Hospital York

(dem = demolito) in ordine cronologico, contea citata se non nello Yorkshire
- York The Pikeing Well-House New Walk 1752–56
- York Grandstand Knavesmire Racecourse 1755–56 dem
- Beverley Assembly Rooms, 1761–63 dem
- Wakefield, The House of Correction, 1766–70 dem
- Leeds, The General Infirmary, 1768–71 dem
- Porto, Portogallo, Hospital de Santo António 1769-c. 1843
- Newark, Notts., Town Hall, Assembly Rooms and Market Hall, 1773–76
- York, Assize Courts, ora York Crown Court 1773–77
- York County Lunatic Asylum, now Bootham Park Hospital 1774–77
- Lincoln, Lincs., Lincoln County Hospital 1776
- Doncaster, tribune dell'ippodromo, 1777–81 dem
- Nottingham, tribune dell'ippodromo, 1777 dem
- Nottingham, Notts., Assembly Rooms, 1778 dem
- Kelso, Roxburghs., progetto per le tribune dell'ippodromo, 1778 (costruite nel 1822)
- Buxton, Derbys., The Assembly Rooms nella Buxton Crescent 1779–90
- York, The Female Prison (carcere femminile), 1780–83
- Northallerton, Court House, 1784–88 dem
- Northallerton, House of Correction 1784–88[11]
- Chesterfield, Derbys., Town Hall, 1787–88 dem
- Lismore, Waterford, design for Session House, 1799

### Chiese
- Ravenfield, 1756;

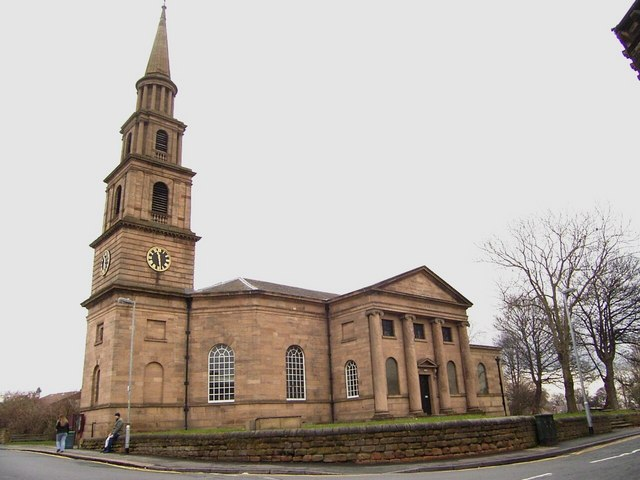
Horbury Church

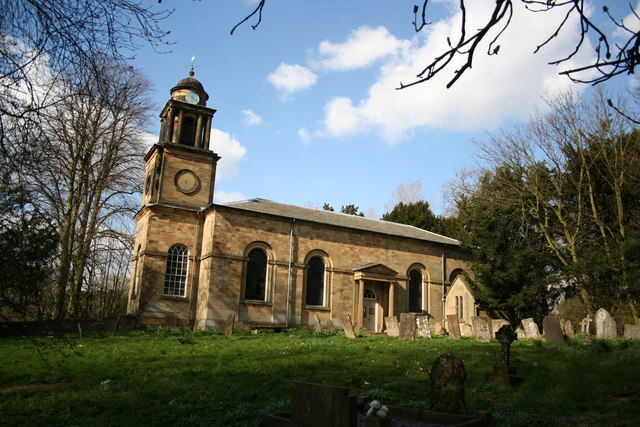
Holy Rood Church, Ossington, Nottinghamshire

- Kirkleatham, Payment for design, 1759;
- Dewsbury Minster, Partly rebuilt 1765-7;
- Bierley, 1766; attribuito:
- Boynton, largely rebuilt 1768–70;
- York Minster, survey and repairs 1770-3 and 1794–97; Joseph Halfpenny fu il clerk of works di questo progetto[12]
- Sheffield, St. Peter, modifiche 1773-5;
- Rokeby, completed church 1777-8;
- Denton, 1776; attribuito
- Holy Rood Church, Ossington, Notts., 1782-3;
- St Peter and St Leonard's Church, Horbury, 1790-4.

### Ponti

#### North and East Ridings of Yorkshire
- Aysgarth (sull'Ure), 1788;
- Ayton (Derwent), 1775;
- Bainbridge (Yore Bridge, sull'Ure, (1793) e Bain Bridge, sul Bain, North Yorkshire, (allargato 1785))
- Birdforth (Birdforth Beck) 1798 dem;
- Bow Bridge, (sul Rye, North Yorkshire), 1789;
- Catterick (sullo Swale) 1792;
- Crambeck 1785;
- Croft (sul Tees), 1795;
- Danby Wiske, 1782;
- Downholme, (sullo Swale), 1773;
- East Row, Sandsend, nr. Whitby, 1777;
- Ellerbeck, nr. Osmotherley, 1790;
- Greta, nr.Rokeby, 1773;
- Grinton (sullo Swale), 1797;
- Hawnby (sul Rye, North Yorkshire), 1800;
- Howsham Bridge non eseguito
- Kilvington (Spital Beck), 1774dem;
- Kirkham Bridge non eseguito
- Low Bourn (R.Burn), nr. Masham 1775;
- Morton on Swale (sullo Swale), 1800-3;
- South Otterington (sul Wiske) 1776;
- Reeth (Arkle Beck), 1772-3;
- Riccall, nr. Helmsley, 1803;
- Richmond (sullo Swale), 1789;
- Rutherford (sul Greta), 1773;
- Skeeby nr. Richmond, 1782;
- Skipton on Swale, 1783;
- Strensall, (sul Foss), 1798,
- Thirkleby, 1799;
- Thirsk Mill, Millgate, (over Cod Beck) 1789;
- York, Yearsley Bridge (sul Foss) 1794-5;

#### West Riding
- Carlton Ferry, nr. Snaith, (sull'Aire) 1774;
- Coniston Cold, (sull'Aire), 1763;
- Ferrybridge, (sull'Aire), 1797–1804) ;
- Marle Bridge (sul Dearne), nr. Darfield, 1766;
- Selby, 1795 in parte per il ponte di legno at.

### Ponti privati

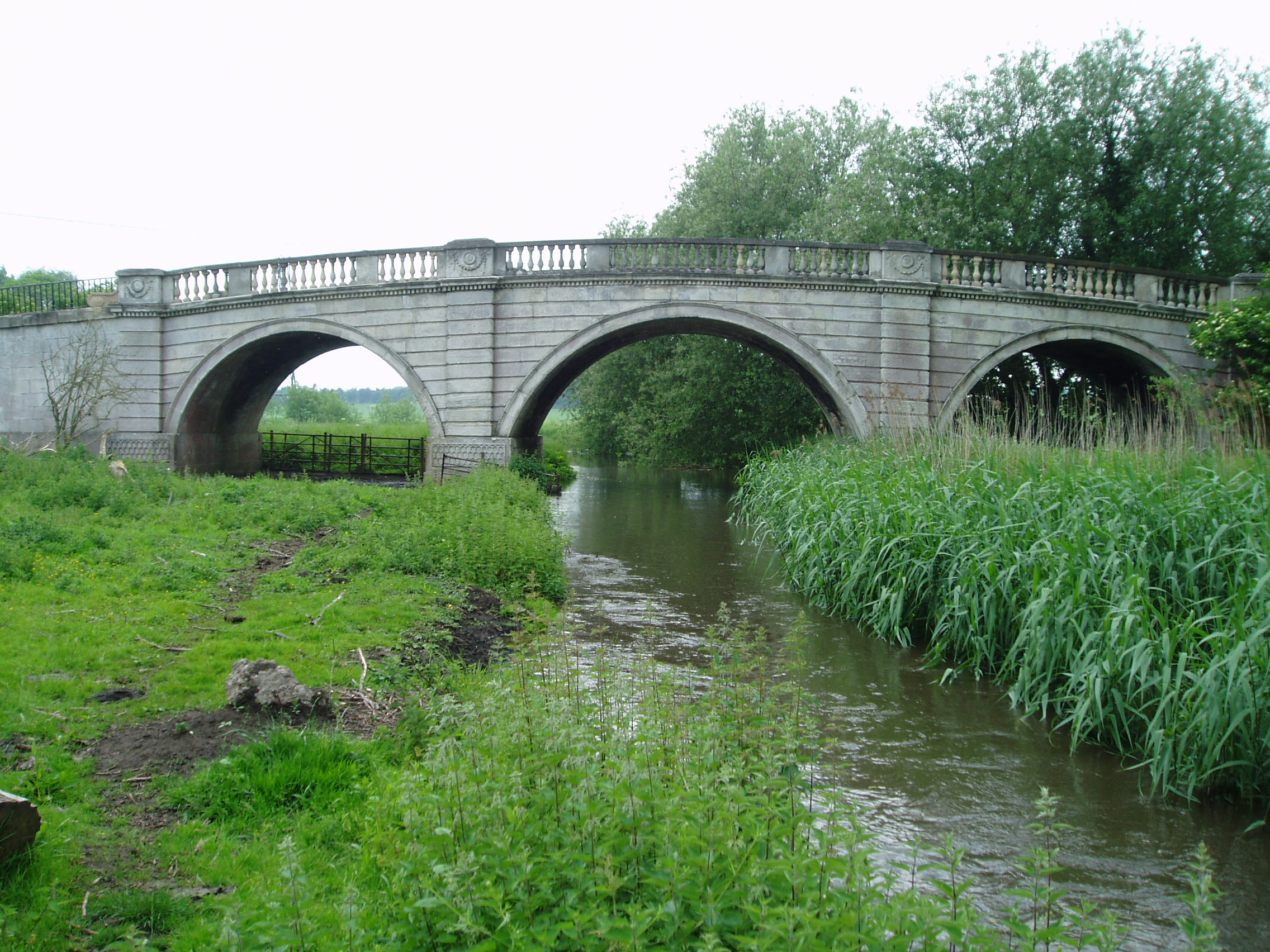
Blyth Bridge, Nottinghamshire

- Blyth, Notts., datato 1776, (ora pubblico);
- Denton Park, c. 1770;
- Harewood Park, Yorks. c. 1771;
- Norton Place Park, Lincs., c. 1776;
- progetto per ponte, poi non realizzato, per Wentworth Woodhouse, Yorks.

### Architettura residenziale

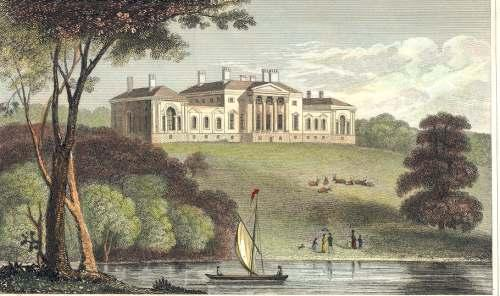
South front, Harewood House, before ristrutturazione by Sir Charles Barry

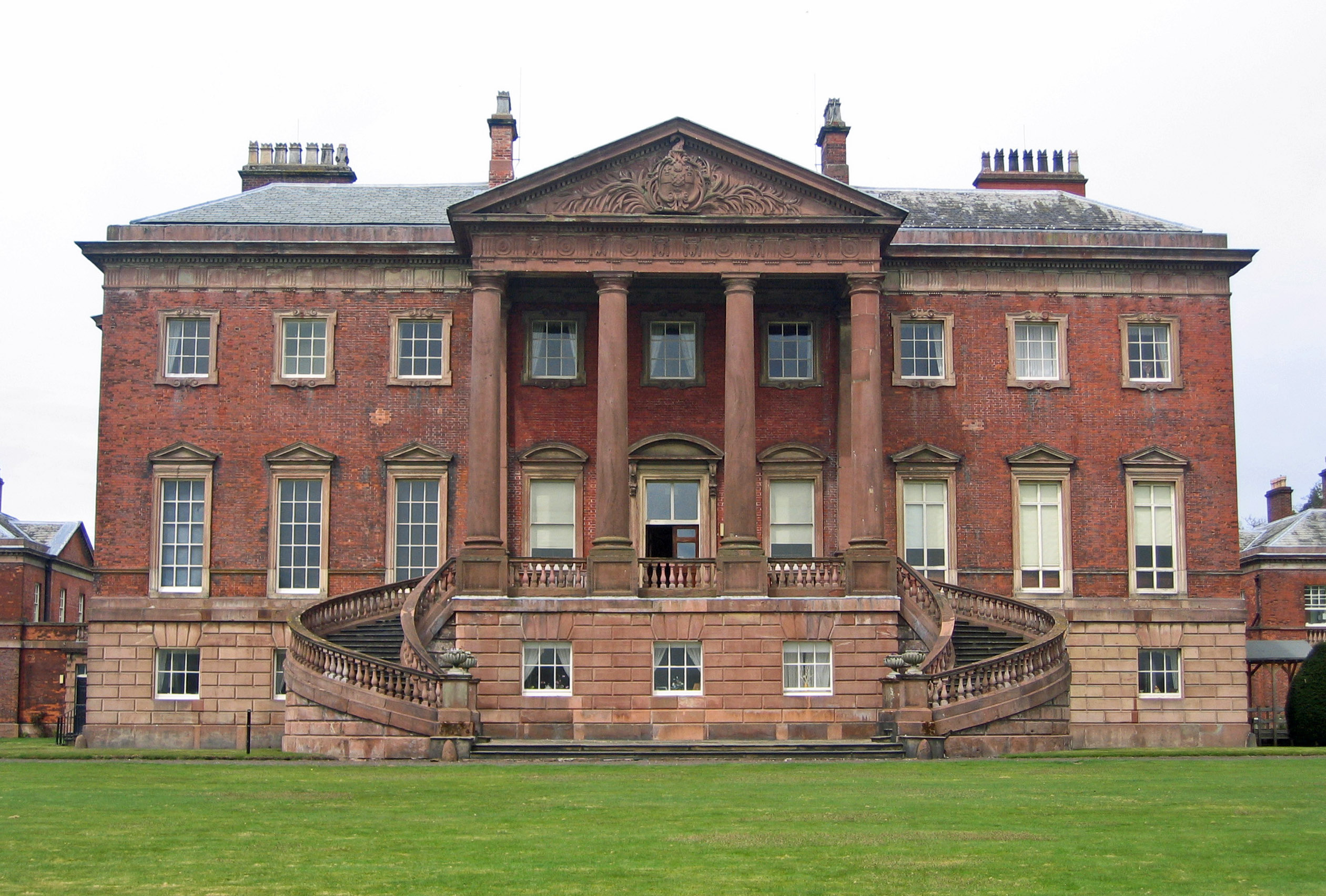
Tabley Hall, Cheshire

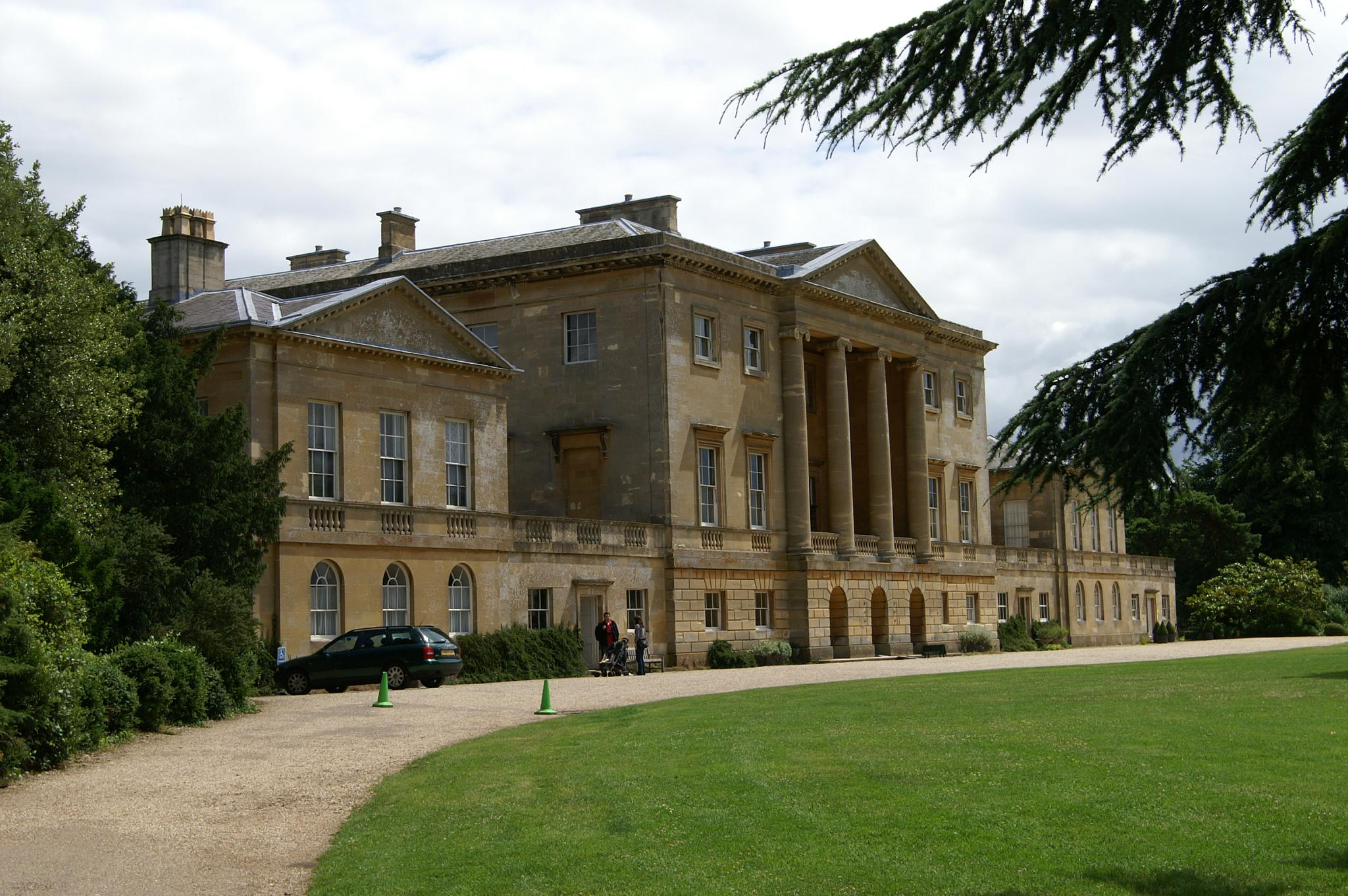
Basildon Park, Berkshire

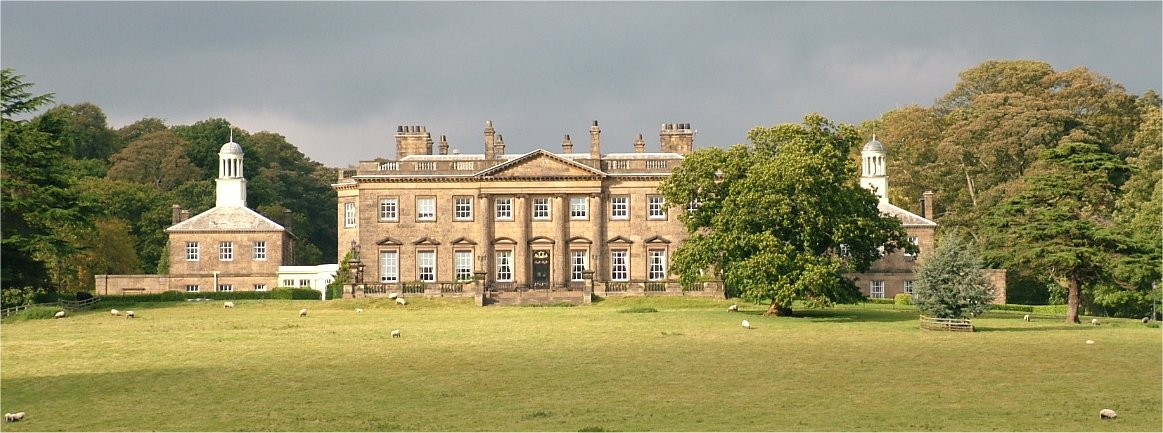
Denton Hall

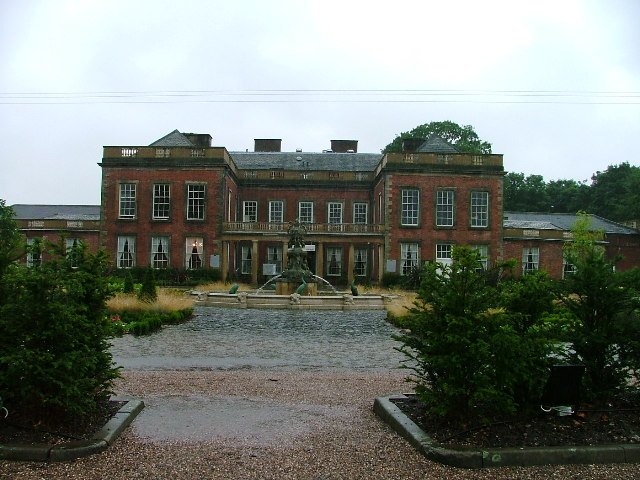
Colwick Hall, Nottinghamshire

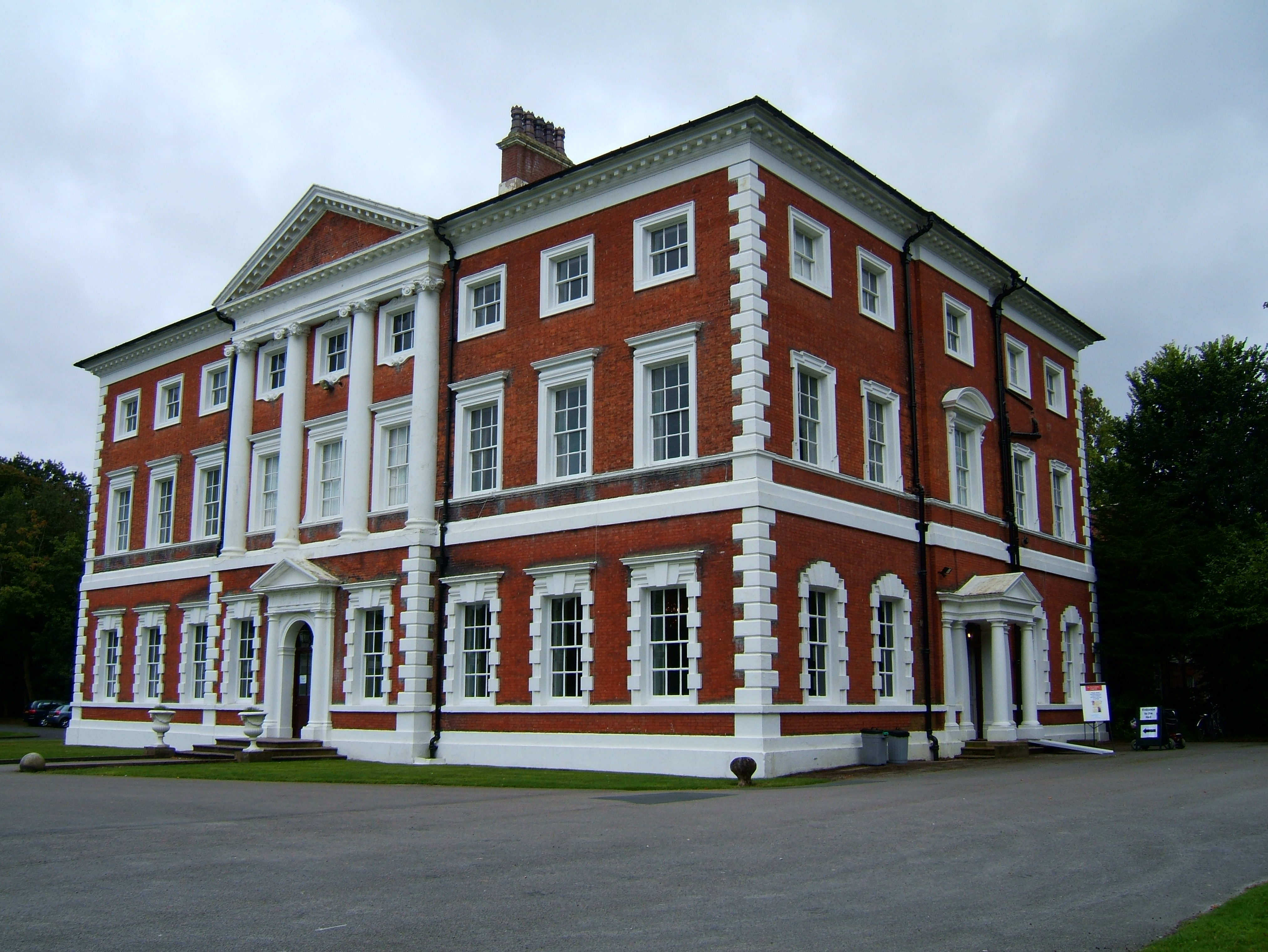
Lytham Hall. Lancashire

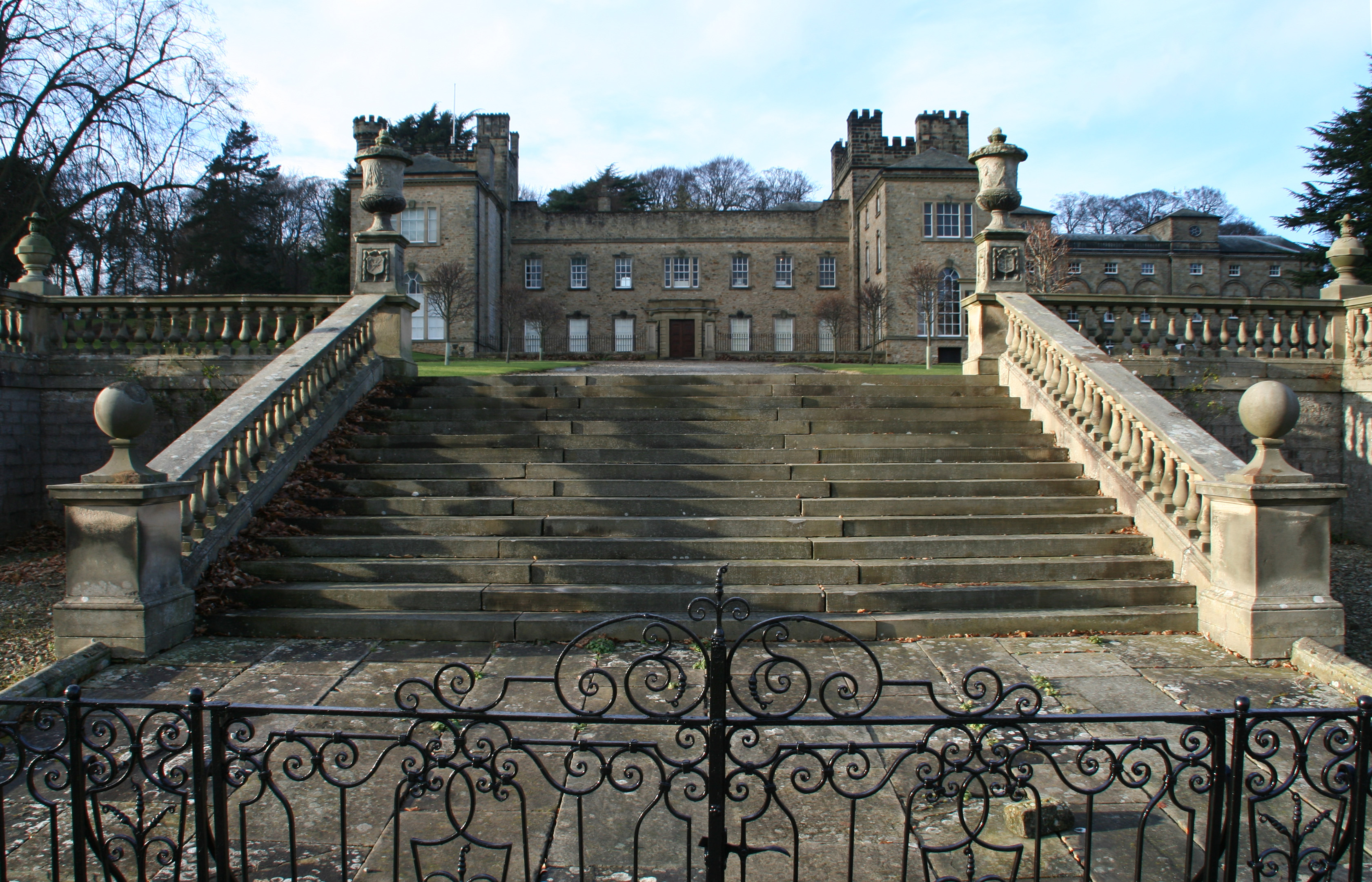
Aske Hall

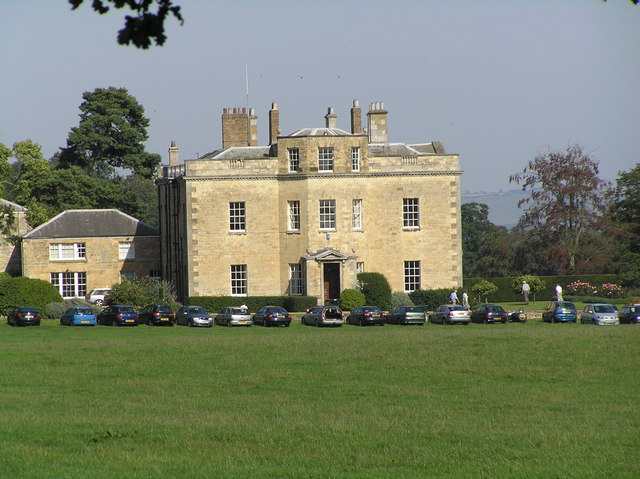
Norton Place, Lincolnshire

(La presente lista integra, se non diversamente indicato, le architetture presenti nello Yorkshire.)
- The New Lodge, New Lodge, Barnsley (c. 1760) – costruito come dimora per lo stesso John Carr
- Kirby Hall, Ouseburn, 1747-c.55, dem.
- Huthwaite Hall, Thurgoland, 1748;
- Askham Hall, Askham Richard, Yorks.,  c. 1750 dem;
- Thorp Arch Hall, 1750-4;
- Gledhow Hall, Gledhow, Roundhay, Leeds c. 1764 per J. Dixon;
- Arncliffe Hall, Ingleby Arncliffe, c. 1750-4;
- York, No. 47, Bootham, 1752;
- Campsmount, Campsall vicino a Doncaster, 1752-5 dem;
- Leeds, town house for J. Dixon 1753; Northallerton, 84 High Street, c.1754.
- Heath Hall, vicino a Wakefield, 1754–80;
- York, Petergate, house for J. Mitchell, 1755 dem;
- York, Fairfax House, 27 Castlegate, circa 1755–62; Gilling Castle
- Howsham Mill, vicino a Malton, c. 1755;
- Plompton Hall, vicino a Knaresborough, c. 1755–62;
- York, Garforth House, No. 54 Micklegate, c. 1755-7;
- Lytham Hall, Lancs., 1757–64;
- Goldsborough Hall, ristrutturazione, c. 1750s;
- Newby Hall, ristrutturazione, c. 1758–60;
- Everingham Hall1 758-64;
- Kirklees Hall, modifiche, 1759–60;
- Harewood House, 1755–71; (tranne la decorazione delle stanze principali)
- Harewood village e altri edifici;
- Kirkland Hall, vicino a Garstang, Lancs. 1760 ; attribuito:
- Ravenfield Hall, vicino a Rotherham, modifiche, 1760–70 dem;
- Tabley House, Cheshire, c. 1760-7;
- Hornby Castle, c. 1760–70 parzialmente dem;
- Wentworth Woodhouse, c. 1760-1804, completato la casa e numerosi importanti edifici.
- Clints Hall nr. Richmond, dem,
- Castlegate House, Castlegate, York 1762-3;
- Campsall Hall, modifiche, 1762-4 dem;
- Stapleton Park, c. 1762-4 dem;
- Grove Hall, vicino a Retford, Nottinghamshire ristrutturato c. 1762 dem;
- Constable Burton Hall, c. 1762-8;
- Escrick Park, ristrutturato, 1763-5;
- White Windows, Sowerby Bridge, 1763-8;
- Welbeck Abbey, Nottinghamshire 1763, 1774–7;
- Cannon Hall vicino a Barnsley, 1764, 1778 onwards;
- Goldsborough Hall nr.Knaresborough, modifiche interne, 1764-5;
- Swinton Park, nr.Masham, modifiche 1764-7;
- Kirkleatham Hall, ristrutturazione, 1764-7dem;
- Swarland Hall, vicino a Felton, Northumberland, 1765 dem; attribuito
- Courteenhall, Northamptonshire, stalle, dopo il 1765;
- York, Skeldergate, his own house, 1765-9 dem;
- Aske Hall, c. 1765-9;
- Boynton Hall vicino a Bridlington, c. 1765–80;
- Fangfoss Hall, East Yorkshire c. 1766-;
- Halifax, Somerset House e annesso magazzino, c. 1766;
- Towneley Hall, Lancashire, interni, 1766-7,
- Pye Nest vicino a Halifax, 1767 dem;
- Thoresby Hall, Nottinghamshire. 1767–71 dem;
- Castle William, Budby Nottinghamshire, Thoresby Hall Estate c. 1767
- Auckland Castle, Bishop Auckland, County Durham, modifiche c.1767–72; attribuito
- Castello di Raby, County Durham, ristrutturato, 1768–88;
- Leeds, Bridge End, house for Mr. Green, prima del 1769;
- Kilnwick Hall, ristrutturato 1769–72, 1781 dem;
- The Shay, nr. Halifax, c. 1770 dem;
- Byram Hall and farm, nr.Ferrybridge, ristrutturato c. 1770, largamente dem;
- Gledstone Hall e stalle nr. Skipton, c. 1770 house dem; attribuito:
- Aston Rectory, vicino a Rotherham, c. 1770;
- Sedbury Park, vicino a Richmond, modifiche c.1770 house dem;
- Denton Hall, Wharfedale, 1769–81;
- Chesters, vicino a Hexham, Northumberland, 1771;
- Aston Hall, vicino a Rotherham, 1760s;
- Thirsk Hall, additions, 1771-3;
- London, Burlington House, Piccadilly, modifiche interne, c. 1771-5dem;
- Ormesby Hall vicino a Middlesbrough, stalle and entrance lodge, c. 1772; attribuito:
- Redbourne Hall, Lincolnshire, modifiche, 1773;
- Blyth Hall, Nottinghamshire, 1773-6 dem;
- Leventhorpe Hall, vicino a Leeds, 1774;
- Castle Howard, modifiche e stalle, 1774–82;
- Panton Hall, vicino a Wragby, Lincolnshire, ristrutturazione, 1775dem;
- Ribston Hall, vicino a Knaresborough, modifiche e stalle, c. 1775; attribuito
- Norton Place, Bishop Norton, Lincolnshire 1776;
- Billing Hall, Great Billing, Northamptonshire, 1776 dem;
- Basildon Park, Berkshire, 1776;
- Colwick Hall, Nottinghamshire, ristrutturato 1776;
- Middleton Lodge, Middleton Tyas, 1777–80;
- Sledmere, Castle Farm e progetto per la Sledmere House 1778;
- Clifton Hall, Notts. modifiche, 1778–97;
- Staunton in the Vale Hall, Nottinghamshire, modifiche 1778 -85;
- Bolling Hall, vicino a Bradford, modifiche 1779 -80;
- Thornes House, vicino a Wakefield, progetto, 1779-81dem;
- Langford Hall, Nottinghamshire c. 1780;
- Badsworth Hall, c. 1780 dem;
- New Lodge, Wakefield Road, Barnsley, c. 1780;
- Wiganthorpe Hall, vicino a Malton, c. 1780 dem;
- Buxton, Derbyshire, The Crescent, St. Ann’s Well, and Great stalle. 1779–90;
- Grimston Garth, vicino a Aldborough, 1781-6;
- Chatsworth House, Derbyshire, ridecorazione interna, c. 1782-4; (e per lo stesso mecenate, la riparazione di Hardwick Hall).
- Clifton House, Rotherham, 1783;
- Holker Hall, vicino a Cartmel, Lancashire, lavori minori c. 1783, 1787;
- Workington Hall, Cumberland, estesa ristrutturazione, 1783–91
- Belle Isle, Windermere, for the same patron. and minor changes to
- Cradside House Scotland.
- Sand Hutton Park, 1786 dem;
- Eastwood House, Rotherham, 1786-7 dem;
- Farnley Hall, vicino a Otley, major extension, 1786–90;
- Castle William, Budby, Nottinghamshire, c. 1789;
- Durham Castle, ristrutturato gateway 1791;
- Bretton Hall, modifiche, anni 1790;
- Leck Hall, c. anni 1790;
- Wood Hall, vicino a Wetherby, c. 1795;
- Fawley Court, Buckinghamshire, lodges, 1797-9;
- Belle Vue (Claife Viewing Station) vicino a Hawkshead, Lancashire, belvedere c. 1799;
- Coolattin Park (Malton House), Shillelagh, County Wicklow, Ireland 1800–1808;
- "Milton Hall, vicino a Peterborough, Northamptonshire, modifiche interne c. 1803 and orangery, 1788-9;
- Upleatham Hall, modifiche, data incerta;
- Tankersley Park, temple, data incerta;
- Obelisco e monumento: Knox's Hill, Armagh, 1782-3;
- Bramham Park, dopo il 1773; attribuito:
- Wall monument, Otley All Saints, to Francis Fawkes of Farnley Hall, 1754, signed J Carr.
- Wall monument design for Buxton family (Goodchild Collection Wakefield)
- Wood Hall Yorkshire
- Chevet Hall, Wakefield (dem) and stable block
- Hook Moor Lodges, Great North Road A1 Aberford, West Yorkshire, parte della Parlington Hall Estate;